# Yang Xingshun
Yang Xingshun (chiń. 杨兴顺; pinyin Yáng Xìngshùn, ros. Ян Хиншун, Jan Chinszun, w polskim przekładzie jego prac zapisany jako Jang King-tsy; ur. 14 grudnia 1904 w prowincji Zhejiang, zm. 18 października 1989 w Moskwie) – radziecki sinolog i historyk filozofii pochodzenia chińskiego.

## Życiorys
W 1933 roku ukończył studia na Komunistycznym uniwersytecie wykładowców nauk społecznych. W czerwcu 1948 roku obronił pracę kandydacką pt. „Nauka filozoficzna Daodejingu“ (ros. Философское учение Дао-Дэ-цзина), a w roku 1967 uzyskał stopień doktora nauk na podstawie rozprawy Myśl materialistyczna w starożytnych Chinach (ros. Материалистическая мысль в древнем Китае), napisanej w Instytucie Filozofii Akademii Nauk ZSRR, gdzie był pracownikiem naukowym od 1948 roku.

## Wybrane publikacje
Publikacje książkowe
- Ян Хиншун «Древнекитайский философ Лао-Цзы и его-учение», Москва, 1950
- Ян Хиншун «Из истории борьбы за победу марксизма-ленинизма в Китае» М., 1957.
- Ян Хиншун «Из истории китайской философии» М., 1956.

Artykuły
- Ян Хиншун Социологические взгляды Чэнь Ли-фу как идеологическая основа реакционной политики гоминьдана // Философские записки. Т. 2. М., 1948.
- Ян Хиншун «Зарождение философии в Китае» // Вопросы философии. 1955. № 1.
- Ян Хиншун «Философия жизни» — идеологическое оружие империалистической реакции в Китае // Вопросы философии. — № 1, 1948
- Ян Хиншун О борьбе материализма с идеализмом в древнем Китае. // Вопросы философии. 1953. № 2.
- Ян Хин-шун Теория познания моистов // Вопросы философии. 1956. № 1.
- Ян Хин-шун Ценный вклад в исследование истории китайской философии // Вопросы философии. 1961. № 3.

Przekłady na polski
- Jang King-tsy: Powstanie i rozwój myśli filozoficznej w starożytnych Chinach. W: Krótki zarys historii filozofii. Pod redakcją M.T. Jowczuka, T.I. Ojzermana, I.J. Szczipanowa. Przeł. Marian Drużkowski i in. Wyd. II, poprawione i uzupełnione. Warszawa: Książka i Wiedza, listopad 1969, s. 34–39. (pol.).
- Jang King-tsy: Walka materializmu z idealizmem w Chinach w epoce feudalizmu. W: Krótki zarys historii filozofii. Pod redakcją M.T. Jowczuka, T.I. Ojzermana, I.J. Szczipanowa. Przeł. Marian Drużkowski i in. Wyd. II, poprawione i uzupełnione. Warszawa: Książka i Wiedza, listopad 1969, s. 87–91. (pol.).
- Jang King-tsy: Rewolucyjno-demokratyczni myśliciele w chińscy XIX w. Sun Jat-sen. W: Krótki zarys historii filozofii. Pod redakcją M.T. Jowczuka, T.I. Ojzermana, I.J. Szczipanowa. Przeł. Marian Drużkowski i in. Wyd. II, poprawione i uzupełnione. Warszawa: Książka i Wiedza, listopad 1969, s. 389–391. (pol.).